# Куйпэтэёган
Куйпэтэёган (устар. Куй-Пэтэ-Ёган) — река в России, протекает по Ханты-Мансийскому АО. Устье реки находится в 204 км по левому берегу реки Большой Мёгтыгъёган. Длина реки составляет 61 км, площадь водосборного бассейна 298 км².

## Данные водного реестра
По данным государственного водного реестра России относится к Верхнеобскому бассейновому округу, водохозяйственный участок реки — Вах, речной подбассейн реки — бассейн притоков (Верхней) Оби от Васюгана до Ваха. Речной бассейн реки — (Верхняя) Обь до впадения Иртыша.